# Nikolaj von der Osten-Sacken
Il conte Nikolaj Dmitrievič von der Osten-Sacken (in russo Николай Дмитриевич Остен-Сакен?; 14 marzo 1831 – Monte Carlo, 9 maggio 1912) è stato un diplomatico russo.
Fu ambasciatore presso l'Impero tedesco dal 1895 alla sua morte.

## Biografia
Nikolaj von der Osten-Sacken discendeva da una famiglia tedesca del Baltico. Suo padre, il conte Dimitrij von der Osten-Sacken, era un famoso generale dell'esercito imperiale russo. Nei suoi primi anni di studio fu istruito in casa da precettori, poi entrò nel prestigioso liceo Richelieu di Odessa.
La sua carriera iniziò nel 1852, quando divenne funzionario nel ministero degli Esteri. Gli furono affidate numerose missioni dall'alto comando dell'esercito imperiale russo durante la guerra di Crimea, dove suo padre ricevette il titolo ereditario di conte nel 1855 per aver ben difeso Sebastopoli prima che la cittadella capitolasse.
Nikolaj fu inviato nel 1856 all'ambasciata de L'Aia, poi a Madrid, Berna e Torino. Diventò plenipotenziario alla corte di Darmstadt prima che scoppiasse la guerra franco-prussiana del 1870 e vi restò undici anni, per poi occupare lo stesso posto alla corte del regno di Baviera.
La sua carriera culminò nel 1895 colla nomina ad ambasciatore dell'Impero russo presso l'Impero tedesco, a Berlino, dove succedette al conte Pavel Andreevič Šuvalov, morto quell'anno dopo aver ricoperto la carica dal 1886. Osten-Sacken mantenne il posto per sedici anni, cioè fino alla sua morte; nel 1910 gli fu conferito da Nicola II di Russia l'Ordine di Sant'Andrea.

### Famiglia
Nikolaj von der Osten-Sacken, ortodosso dopo che il ramo della famiglia al quale apparteneva s'era convertito (col matrimonio di suo nonno Ulrich), sposò la principessa Marija Dolgorukov (1822-1907), vedova dell'ambasciatore russo in Spagna, il principe M.A. Golicyn. Ella amava le arti, in particolare la musica; aveva studiato con Fryderyk Chopin e fu mecenate di Sergej Ėduardovič Bortkevič, che era stato collaboratore del suo sposo.

### Commento di Bülow
Bernhard von Bülow, prima ministro degli Esteri e poi cancelliere all'epoca in cui Osten-Sacken era a Berlino, scrisse di lui nelle proprie memorie: